# 小場玲奈
小場 玲奈（こば れな、9月27日 - ）は、日本の女優、声優。神奈川県出身地。エーエス企画所属。

## 人物
趣味は音楽鑑賞、カラオケ、特技はどこまでも歩く事。

## 出演

### テレビドラマ
- 黒蠍
- 駐在刑事
- テミスの求刑
- 刑事の証明8（女子高校）
- マルホの女〜保険犯罪調査員〜（女子高校）
- そして、生きる（通行人）

### Webアニメ
- 竜神鏡戦記（2018年、侍女）

### ゲーム
- ゴシックは魔法乙女〜さっさと契約しなさい!〜（2017年、アルテナ、アルスター、ソフィア）
- ドラゴンアウェイクン（2018年、炎竜女王 他）
- エスプレイドΨ（2019年、小野亜莉水）
- 我的學妹不可能那麼萌（2019年、関羽 他）
- サヴェージ・キング（2019年、マーリン、セイレーン 他）
- パズドラGOLD（2020年、ソニア）
- キャットファンタジー (2024年、赤沼蓮)

### 吹き替え

#### 映画
- アニー・イン・ザ・ターミナル（コネホ）
- トラップ・ゲーム（ベロニカ）
- ふたりの女王 メアリーとエリザベス（フレミング）

#### ドラマ
- グッド・コップ（ブレア）
- ナイトフォール -悲運の騎士団-シーズン1 - 2（アデリーナ、エリザベス）
- ハンナ 〜殺人兵器になった少女〜（クララ）
- メンタリスト6（エイミー）

#### アニメ
- マイリトルポニー〜トモダチは魔法〜（スパイク）

### ボイスオーバー
- 幸せ!ボンビーガール

### 舞台
- 神谷明ふれ愛ファミリーコンサート